# Vasegerszeg, Vas
Vasegerszeg  este un sat în districtul Sárvár, județul Vas, Ungaria, având o populație de 380 de locuitori (2011). 

## Demografie
Componența etnică a satului Vasegerszeg
     Maghiari (98,02%)
     Germani (1,98%)
Componența confesională a satului Vasegerszeg
     Romano-catolici (51,84%)
     Luterani (29,21%)
     Fără religie (2,11%)
     Reformați (1,84%)
     Necunoscută (15%)
Conform recensământului din 2011, satul Vasegerszeg avea 380 de locuitori. Din punct de vedere etnic, majoritatea locuitorilor (98,02%) erau maghiari, cu o minoritate de germani (1,98%).  Din punct de vedere confesional, majoritatea locuitorilor (51,84%) erau romano-catolici, existând și minorități de luterani (29,21%), persoane fără religie (2,11%) și reformați (1,84%). Pentru 15,0% din locuitori nu este cunoscută apartenența confesională.